# 양상군자
양상군자(梁上君子)는 후한서에 나오는 고사성어이다. 대들보 위의 군자라는 뜻으로 도둑을 점잖게 이른 말이다.
후한 말엽 태구현 현장으로 있던 진식의 집에 도둑이 들었을 때, 진식이 이를 눈치채고 자녀들을 불러 훈계하는 척하며 도둑에게 원래부터 악인은 없지만 환경이 범죄를 짓게 한다는 가르침을 줌으로써 깨달음을 얻도록 한 고사에서 유래된 말이다.

## 출전
- 범엽, 《후한서》 권62 〈열전〉52, 순한종진열전